# Гринев, Иван Венедиктович
Иван Венедиктович Гри́нев 1-й (около 1775 — после 1817) — полковник русской армейской кавалерии, участник Наполеоновских войн — герой войны Четвёртой коалиции, Отечественной войны 1812 года и войны Шестой коалиции, кавалер ордена св. Георгия IV-й степени.

## Биография
Биографических сведений о Гриневе пока получить не удалось; абсолютно точно известно только, что он происходил от одной из ветвей дворянского рода Гриневых.

#### Война Четвёртой коалиции
Штабс-капитан Гринев впервые отличился во время знаменитой атаки Резервного корпуса русской кавалерии в бою при Прейсиш-Эйлау в рядах Ингерманландского драгунского полка. За гуттштадтское дело 28 мая 1807 года Гринев — потерявший в нём младшего брата, служившего поручиком в том же полку, — был удостоен ордена св. Анны III-й степени. С 1808 года — капитан, командир эскадрона Ингерманландского драгунского полка.

#### Отечественная война 1812 года
Майор Каргопольского драгунского полка с 8 мая 1811 года — Гринев был назначен командиром резервного эскадрона полка, отправленного вместе с остальными резервными эскадронами бригады Панчулидзева в Опочку, Псковской губернии, где из резервных эскадронов создан Сводный драгунский полк Второй кавалерийской дивизии в составе Девятой (резервной) кавалерийской дивизии князя Репнина, при изгнании Наполеона из России приданный корпусу графа Витгенштейна, действовавшему в Лифляндии — где Гринев во главе эскадрона особо отличился в бою при Кубличах 14 октября 1812 года. 3 января 1813 года за бой при Кубличах награждён орденом св. Георгия IV степени.

#### Заграничные походы 1813—1814 гг.
В кампанию 1813 года был с полком при Бауцене, Лейпциге, в сражении на реке Кацбах — в котором полк особенно отличился, и — при Кульме.
В кампанию 1814 года участвовал во многочисленных заградительных действиях против маневрировавших войск Наполеона в Шампани, завершив их при Фершампенуазе двумя героическими атаками французских колонн на глазах самого Александра I, за что император немедленно по завершении сражения выразил свою благодарность полку, и особенно — его старшим офицерам, в числе коих находился и Гринев. Увенчало кампанию победоносное завершение войны после битвы при Париже, в которой Гринев с каргопольцами атаковал заставу Национальной гвардии у Площади Звезды.
С 1 июня 1815 года подполковник — командир Каргопольского драгунского полка. С 30 августа 1816 года — полковник. Уволен от командования полком 15 мая 1817 года.

## Награды
- Крест «За победу при Прейсиш-Эйлау» (1807)
- Орден святой Анны III класса (1807)
- Орден святого Георгия IV класса (1813)